# ФК Квинс Парк рејнџерси
ФК Квинс Парк рејнџерси (енгл. Queens Park Rangers Football Club), познат и по скраћеници QPR, енглески је фудбалски клуб из Западног Лондона. Тренутно се такмичи у Чемпионшипу, пошто је у сезони 2014/15. испао из Премијер лиге. Своје утакмице као домаћини играју на стадиону Лофтус роуд, капацитета 18.360 места. Клуб је основан 1882. године.
Освајањем првог места у Чемпионшипу у сезони 2010/11. вратили су се у Премијер лигу након 15 година, али су већ у сезони 2012/13. поново испали у нижи ранг. Једном су били освајачи Лига купа 1967, када су у финалу преокренули резултат против Вест Бромич албиона и од 0:2 са полувремена стигли до коначних 3:2. У ФА купу су 1982. стигли до финала у којем су поражени од Тотенхем хотспера са 1:0.

## Трофеји
- Лига куп: 1

1967.
- Чемпионшип: 1

2011.

## Квинс Парк рејнџерси у европским такмичењима
| Сезона   | Такмичење | Коло          | Екипа             | Резултат            |
| -------- | --------- | ------------- | ----------------- | ------------------- |
| 1976/77. | УЕФА куп  | 1. коло       | Бран              | 4:0, 7:0            |
| 1976/77. | УЕФА куп  | 2. коло       | Слован Братислава | 3:3, 5:2            |
| 1976/77. | УЕФА куп  | осмина финала | Келн              | 3:0, 1:4            |
| 1976/77. | УЕФА куп  | четвртфинале  | АЕК Атина         | 3:0, 0:3 (6:7 пен.) |
| 1984/85. | УЕФА куп  | 1. коло       | Рејкјавик         | 3:0, 4:0            |
| 1984/85. | УЕФА куп  | 2. коло       | Партизан          | 6:2, 0:4            |